# Anello di Tolomeo VI (Bj 1092)
L'anello di Tolomeo VI (Bj 1092) è un antico anello egizio in oro raffigurante, sul castone, il faraone Tolomeo VI Filometore (181–145 a.C.) della Dinastia tolemaica (XXXIII dinastia egizia).

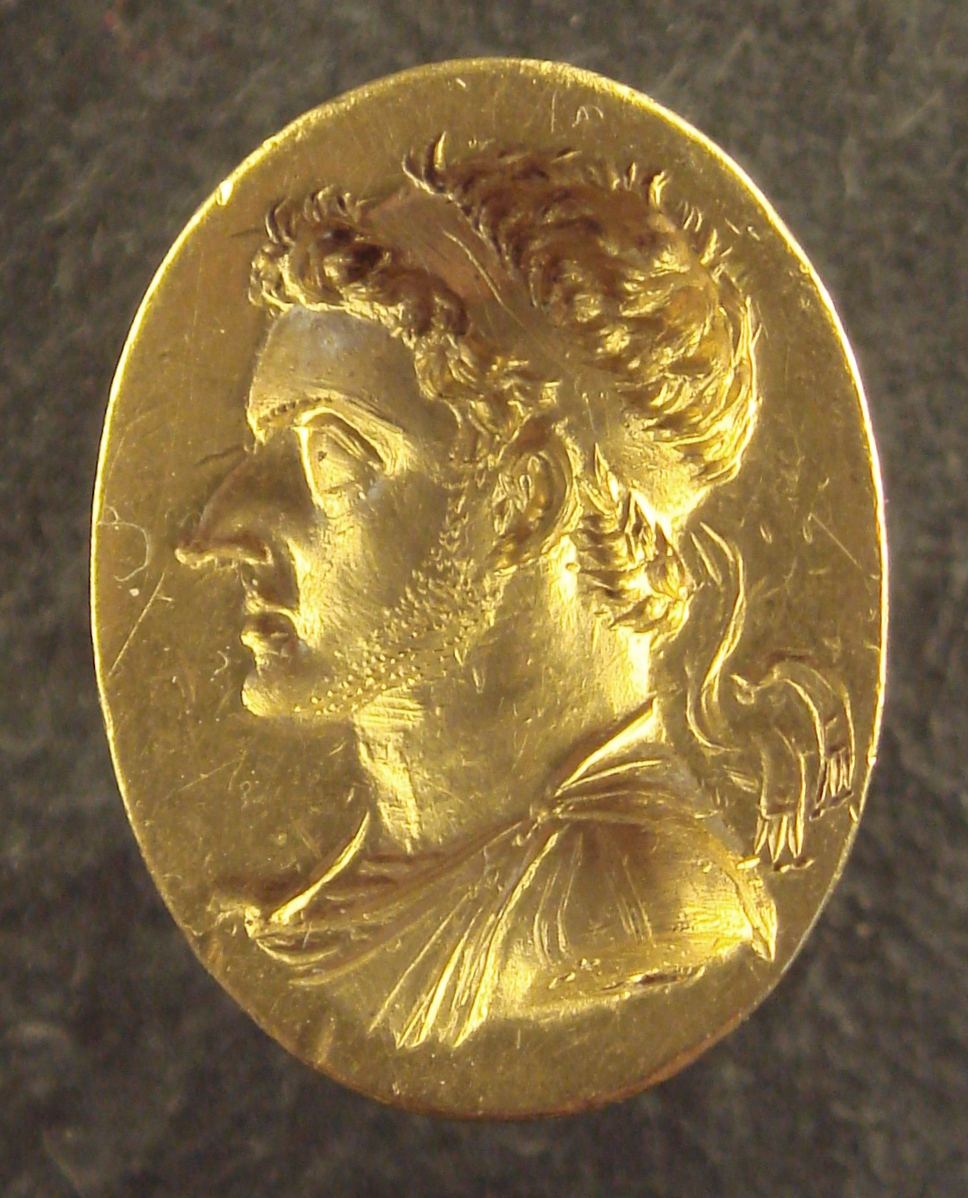
Altro anello di Tolomeo VI, privo di attributi faraonici.

L'oggetto è, a parte alcuni graffi, in eccellente stato di conservazione. Il rilievo sul castone rettangolare raffigura la testa di un faraone recante la doppia corona rossa e bianca (pschent) dell'Alto e Basso Egitto e un diadema a nastro.
Tale ritratto — per certi versi simile alle rappresentazioni di Tolomeo IX (alternatamente 116–88 a.C.) e di Tolomeo XII (80–51 a.C.) — è stato ascritto al faraone Tolomeo VI mediante la comparazione con sue effigi su monete o in marmo: su di un altro anello compare con la medesima corta barba lungo la linea della mandibola e del mento. Il naso lungo e arcuato e le labbra carnose e rivolte in basso (presenti, per esempio, in un colosso di Tolomeo II e in uno di Tolomeo XV Cesare) sono elementi tipici della matura ritrattistica tolemaica. Nonostante le corone faraoniche e il tipico pettorale egizio, i tratti somatici particolarmente realistici seguono lo stile greco-ellenistico: l'oggetto potrebbe perciò appartenere, al più, all'ultima parte del II secolo a.C., oppure al I secolo a.C.